# Balham (Anglia)
Balham – dzielnica Londynu, w Wielkim Londynie, leżąca w gminie Wandsworth. Leży 9,2 km od centrum Londynu. W 2016 miejscowość liczyła 15 649 mieszkańców. Balham jest wspomniana w Domesday Book (1086) jako Belgeham.